# Juan Huerta Topete

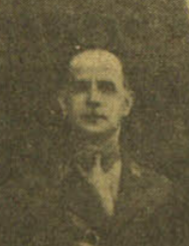
Juan Huerta Topete.

Juan Huerta Topete (1879-1936) fue un militar español.

## Biografía
Militar profesional, pertenecía al arma de infantería. En julio de 1936, ostentando el rango de teniente coronel, estaba al mando del batallón de ametralladoras n.º 3; a la vez, también era gobernador militar de Almería. La madrugada del 21 de julio, tras muchas vacilaciones, proclamó el estado de guerra y se unió a la sublevación militar. A pesar de las presiones que recibió, Huerta se unió a la rebelión sólo cuando supo del triunfo de la sublevación en Granada. Contando con el apoyo de la Guardia Civil, de los carabineros y algunos elementos civiles, inicialmente logró hacerse con buena parte de la ciudad. La resistencia de la Guardia de Asalto y la llegada del destructor Lepanto equilibraron la balanza en favor del gobierno, convenciendo a Huerta a deponer su actitud y rendirse para evitar una masacre entre sus fuerzas. Encarcelado, posteriormente sería asesinado, sin juicio, arrojándole al mar desde el buque Cartagena III con las manos atadas y una piedra en los pies. Su cadáver nunca fue recuperado y yace en el fondo marino frente a la ciudad de Almería.